# Flughafen Taras

i8
i11
i13
Der Flughafen Taras (kasachisch Әулие-Ата әуежайы, IATA-Code: DMB, ICAO-Code: UADD) ist ein Flughafen, der die Stadt Taras in Kasachstan bedient.